# 特普拉水道

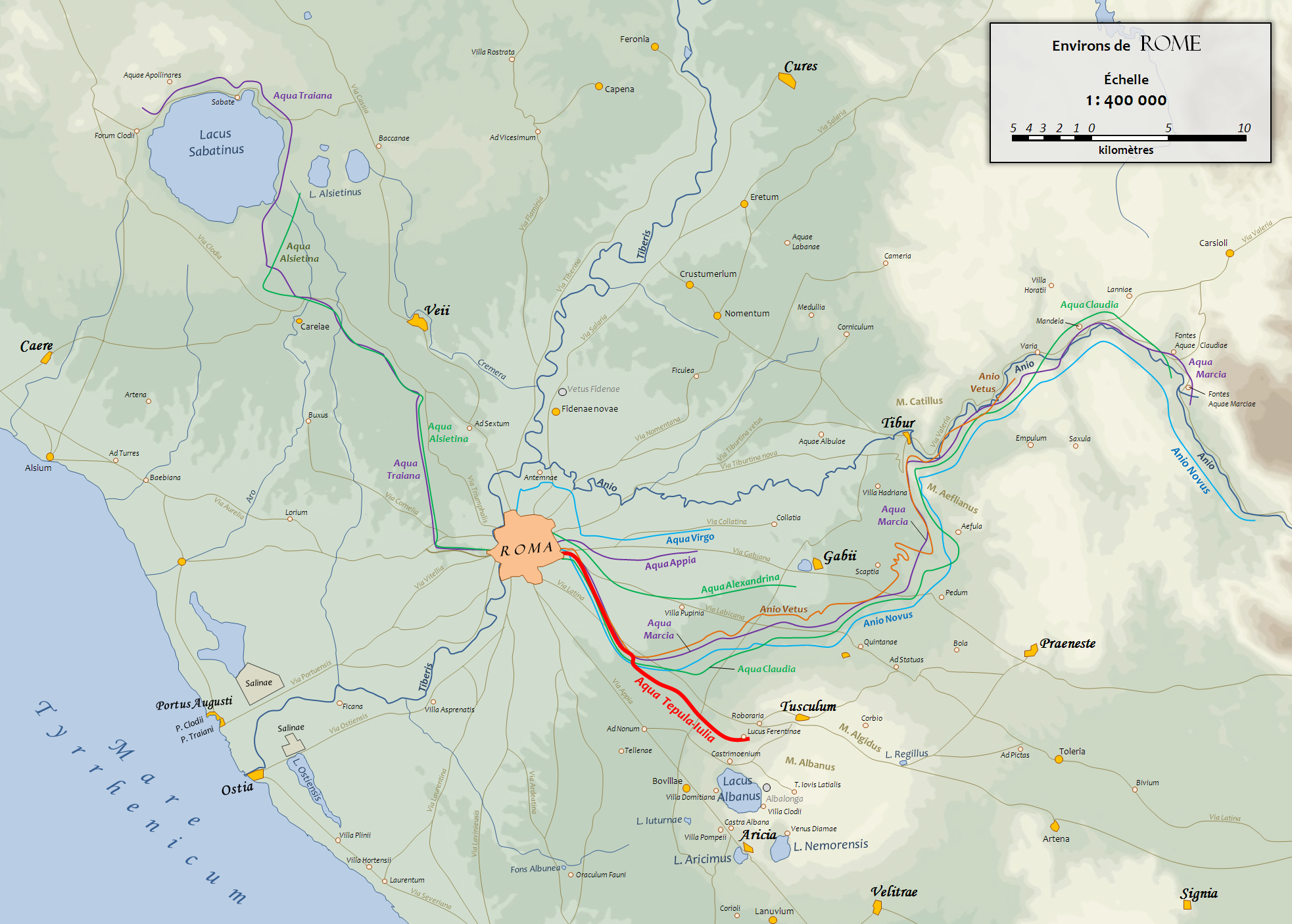
路線圖

特普拉水道（Aqua Tepula）是古羅馬水道之一，竣工於西元前125年。特普拉水道的水源位於羅馬東南的阿爾班山，因水溫較高而不適合飲用。

## 外部連結
- The Roman Aqueducts